# Grand Prix automobile d'Australie 2022
GP précédent GP suivant
Le Grand Prix automobile d'Australie 2022 (Formula 1 Heineken Australia Grand Prix 2022), disputé le 10 avril 2022 sur le circuit de l'Albert Park, est la 1060e épreuve du championnat du monde de Formule 1 courue depuis 1950. Il s'agit de la 35e édition du Grand Prix d'Australie comptant pour le championnat et de la troisième manche du championnat 2022.
La course n'a pas eu lieu en 2020 (où tout le paddock était présent sur place, l'annulation intervenant quelques heures avant les premiers essais libres) et en 2021 dans le contexte de la crise sanitaire mondiale provoquée par la pandémie de Covid-19. Alors que le Grand Prix australien à Melbourne était la manche d'ouverture du championnat depuis 1996, il laisse ce statut à Bahreïn, et revient dans le calendrier en troisième épreuve de la saison.
Devancé par Max Verstappen et Sergio Pérez en Q1, puis à nouveau par Pérez en Q2, Charles Leclerc réussit, selon ses propos, à « tout mettre bout à bout » lors de la troisième phase des qualifications pour réaliser la onzième pole position de sa carrière, sa deuxième de la saison, au volant de la F1-75. En tête après sa première tentative, il enfonce le clou lors de son second tour rapide, pour repousser son rival néerlandais, qui l'accompagne en première ligne, à 286 millièmes de seconde. La Q1 est interrompue au drapeau rouge par un accrochage entre Nicholas Latifi et Lance Stroll qui ne réalise pas de temps. La Q3 est marquée par une sortie de piste de Fernando Alonso sur panne hydraulique, alors qu'il venait de réaliser le record du deuxième secteur. Cette interruption de la session ruine, à quelques mètres de la ligne de chronométrage dans son premier tour rapide, la performance de Carlos Sainz Jr. ; l'Espagnol, alors qu'il était en avance sur son coéquipier, rate ensuite son troisième secteur en fin de séance et n'obtient que le neuvième temps. Lando Norris, auteur du quatrième temps au volant de la McLaren MCL36, part en deuxième ligne, derrière Pérez. Lewis Hamilton et George Russell profitent d'un regain de forme des Mercedes W13 pour prendre les cinquième et sixième places, côte à côte en troisième ligne ; ils devancent Daniel Ricciardo et Esteban Ocon, alors que la cinquième ligne est occupée par les Espagnols Carlos Sainz et Fernando Alonso.
Charles Leclerc obtient son premier grand chelem en dominant la course de bout en bout, et en réalisant le meilleur tour, l'améliorant dans la dernière boucle. Il s'agit de la quatrième victoire de sa carrière et de sa deuxième en trois courses en 2022. Sa F1-75, très performante sur le nouveau tracé de l'Albert Park en pneus medium puis durs, à son grand étonnement, et bien que sujette au marsouinage, lui permet de contrôler la course et de ne jamais être inquiété. Il ne rencontre qu'une seule alerte lorsque, après l'abandon de Sebastian Vettel et la sortie de la voiture de sécurité, il sous-vire au dernier virage, à la relance à l'attaque du 27e tour, et voit Max Verstappen se porter à sa hauteur dans la ligne droite ; il réussit néanmoins à le contenir et s'échappe à nouveau. Le champion du monde en titre néerlandais se bat avec une machine qui use excessivement ses pneus avant (graining) puis est victime d'une fuite d'essence au 38e tour ; quand son moteur coupe, il subit son deuxième abandon en trois courses et, furieux, déclare : « C'est inacceptable quand on veut se battre pour le championnat. Je n'accepte pas la situation. J'aurais facilement terminé deuxième. » Sergio Pérez sur l'autre Red Bull RB18, prend alors la deuxième place, à plus de vingt secondes du vainqueur, avouant qu'il était impossible pour son écurie de rivaliser avec la Ferrari. George Russell bénéficie d'un arrêt gratuit sous voiture de sécurité au 24e tour, ce qui lui permet de devancer son coéquipier mécontent Lewis Hamilton pour monter sur son premier podium avec Mercedes. Les W13 ont bénéficié à la fois de l'abandon de Verstappen, et des mauvaises qualifications de Carlos Sainz qui n'a fait qu'un tour avant de sortir définitivement de piste, et de Fernando Alonso. Les McLaren MCL36 finissent derrière : Lando Norris, dépassé des deux côtés par les Flèches d'Argent à l'extinction des feux, se classe cinquième devant Daniel Ricciardo. Esteban Ocon mène une course solitaire au septième rang alors que, des bagarres dans le peloton, émergent Valtteri Bottas, Pierre Gasly et Alexander Albon qui ouvre le score de Williams en prenant le dernier point en jeu. Le Thaïlandais, remonté de la dernière position, a effectué 57 des 58 tours avec le même train de pneus. Les trois journées de ce Grand Prix à l'Albert Park ont réuni 419 000 spectateurs, un record pour un événement sportif en Australie. 
Leclerc, qui a obtenu le point bonus du meilleur tour à chacune des trois courses disputées, totalise 71 points au classement du Championnat du monde, loin devant Russell (37 points) et Sainz (33 points) qui n'a pas marqué en Australie. Pérez, quatrième (30 points) devance Hamilton (28 points) et Verstappen (25 points). Ocon, qui a marqué à chaque course, est septième (20 points) ; suivent Norris (16 points), Magnussen et Bottas, neuvième et dixième avec 12 points. Chez les constructeurs, Ferrari conserve la tête avec 104 points alors que Mercedes Grand Prix (65 points) prend de l'avance sur Red Bull Racing (55 points). McLaren, quatrième, compte 24 points deux de plus qu'Alpine (22 points) ; suivent Alfa Romeo (13 points), Haas (12 points), AlphaTauri (10 points) et Williams (1 point). Aston Martin n'a toujours pas marqué.

## Contexte
La précédente édition en 2019 a été marquée par le décès brutal de Charlie Whiting à la veille des premiers essais. Personnage central des Grands Prix depuis les années 1980, il officiait en tant que directeur de course de la Formule 1 depuis 1997. 
En 2021, le circuit connaît de nombreux changements pour une course qui n'a finalement pas lieu. Ils sont découverts cette saison par le paddock : la voie des stands, élargie, voit sa limite de vitesse en course relevée de 60 à 80 km/h. La chicane lente des virages no 9 et no 10 disparaît, transformée en enchaînement rapide, quasiment en ligne droite, et le virage no 13, élargi, voit sa limite extérieure relevée en banking pour permettre aux voitures de se suivre sur une plus longue distance et ainsi faciliter les dépassements et les trajectoires multiples au virage no 13. D'autres virages du circuit (les no 1, no 3, et no 6) sont également élargis,. 
Par ailleurs, le tracé réaménagé comporte quatre zones de DRS, un record depuis l'instauration de cette solution favorisant les dépassements en 2011. Elles se situent dans la ligne droite des stands suivie par les virages no 2 et no 3 avec point de détection à l'avant-dernière courbe du circuit (no 13), puis entre les courbes no 8 et no 9 et no 10 et no 11 avec point de détection unique au virage no 7. Comme le dit Charles Leclerc : « Au fond, toutes les lignes droites [du circuit] ont une zone DRS! »
Finalement, la direction de course décide, le samedi matin, pour des raisons de sécurité, de supprimer la zone DRS de l'enchaînement des virages no 9 et no 10 car les monoplaces y subissent un phénomène d'oscillation prononcé (marsouinage).
Le Grand Prix se déroule à guichets fermés, tous les billets pour le jour de la course et pour le samedi des qualifications ayant été vendus. Toutefois, le record de la première édition à l'Albert Park en 1996 (154 000 spectateurs) n'est pas battu, car une pénurie de main-d'œuvre durant les derniers travaux a réduit la capacité des tribunes à environ 130 000 spectateurs,.

## Pneus disponibles
| Pneus pour piste sèche | Pneus pour piste sèche | Pneus pour piste sèche | Pneus pluie    | Pneus pluie |
| ---------------------- | ---------------------- | ---------------------- | -------------- | ----------- |
| Durs (Type C2)         | Medium (Type C3)       | Tendres (Type C5)      | Intermédiaires | Pluie       |

## Essais libres

### Première séance, le vendredi de 13 h à 14 h
| Pos. | Pilote           | Voiture          | Chrono         | Écart     |
| ---- | ---------------- | ---------------- | -------------- | --------- |
| 1    | Carlos Sainz Jr. | Ferrari          | 1 min 19 s 806 |           |
| 2    | Charles Leclerc  | Ferrari          | 1 min 20 s 377 | + 0 s 571 |
| 3    | Sergio Pérez     | Red Bull         | 1 min 20 s 399 | + 0 s 593 |
| 4    | Max Verstappen   | Red Bull         | 1 min 20 s 626 | + 0 s 820 |
| 5    | Lando Norris     | McLaren-Mercedes | 1 min 20 s 878 | + 1 s 072 |
| 6    | Esteban Ocon     | Alpine-Renault   | 1 min 21 s 004 | + 1 s 198 |

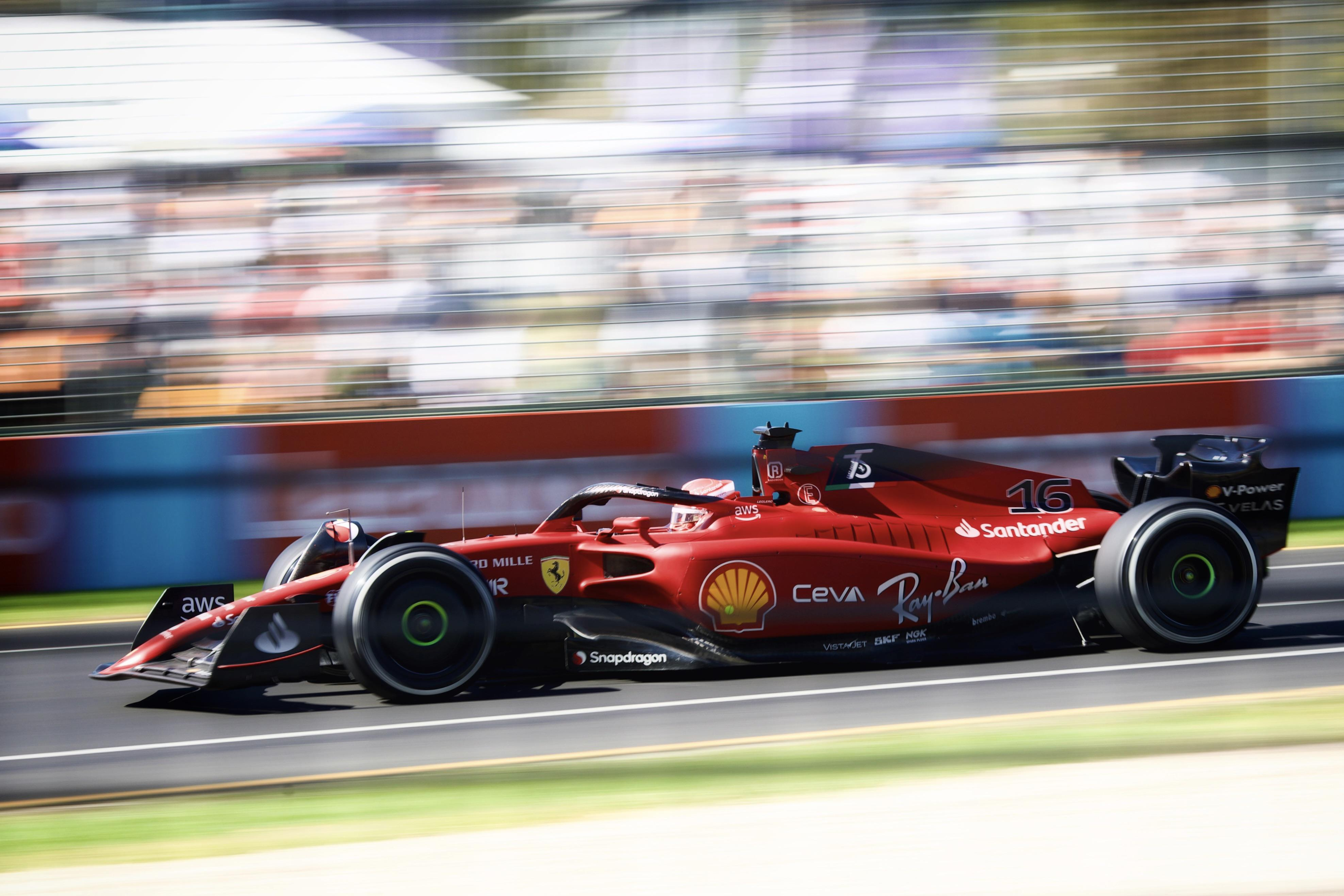
Charles Leclerc au volant de la Ferrari F1-75 en Australie.

- Devant des tribunes déjà bien garnies pour un vendredi d'essais libres, la première séance est brièvement interrompue au drapeau rouge à la suite de la perte, par la Red Bull RB18 de Max Verstappen, d'un bout d'aileron tombé en plein milieu de la trajectoire[13].

### Deuxième séance, le vendredi de 16 h à 17 h
| Pos. | Pilote           | Voiture        | Chrono         | Écart     |
| ---- | ---------------- | -------------- | -------------- | --------- |
| 1    | Charles Leclerc  | Ferrari        | 1 min 18 s 978 |           |
| 2    | Max Verstappen   | Red Bull       | 1 min 19 s 223 | + 0 s 245 |
| 3    | Carlos Sainz Jr. | Ferrari        | 1 min 19 s 376 | + 0 s 398 |
| 4    | Fernando Alonso  | Alpine-Renault | 1 min 19 s 537 | + 0 s 559 |
| 5    | Sergio Pérez     | Red Bull       | 1 min 19 s 658 | + 0 s 680 |
| 6    | Esteban Ocon     | Alpine-Renault | 1 min 19 s 842 | + 0 s 864 |

- En marge de ces deuxièmes essais libres, la FIA annonce que Fernando Alonso et Yuki Tsunoda utilisent leur troisième moteur. Leur quota alloué en unités de puissance est donc déjà épuisé après trois courses[15] ;
- Yuki Tsunoda est réprimandé par les commissaires pour avoir gêné Carlos Sainz Jr. lancé dans un tour rapide[16] ;
- Le drapeau rouge est brandi à dix minutes de la fin quand Lance Stroll perd un bout d'ailette de roue avant sur la trajectoire en escaladant un vibreur[15] ;
- Les Mercedes W13, toujours affectées par un important problème de marsouinage, sont à plus d'une seconde de Leclerc, Russell onzième temps et Hamilton treizième. « Il n'y a rien que nous changeons sur la voiture qui fasse la moindre différence en ce moment, cela rend les choses très difficiles », observe le septuple champion du monde[17] ;
- Sebastian Vettel, de retour après avoir manqué deux courses (positif au Covid-19), ne roule pas durant cette séance ; il s'était arrêté après quelques tours lors des premiers essais libres, moteur cassé, et celui-ci a dû être changé[15]. Par ailleurs, ayant pris la piste en scooter pour regagner les stands après avoir abandonné son AMR22 sur le bas-côté, il écope d'une amende de 5 000 euros pour ne pas avoir demandé aux officiels la permission de se mettre au guidon du deux-roues[18].

### Troisième séance, le samedi de 13 h à 14 h
| Pos. | Pilote           | Voiture          | Chrono         | Écart     |
| ---- | ---------------- | ---------------- | -------------- | --------- |
| 1    | Lando Norris     | McLaren-Mercedes | 1 min 19 s 117 |           |
| 2    | Charles Leclerc  | Ferrari          | 1 min 19 s 249 | + 0 s 132 |
| 3    | Sergio Pérez     | Red Bull         | 1 min 19 s 265 | + 0 s 148 |
| 4    | Fernando Alonso  | Alpine-Renault   | 1 min 19 s 275 | + 0 s 158 |
| 5    | Carlos Sainz Jr. | Ferrari          | 1 min 19 s 419 | + 0 s 302 |
| 6    | Daniel Ricciardo | McLaren-Mercedes | 1 min 19 s 693 | + 0 s 576 |

- Vingt minutes après le lancement de la séance, Sebastian Vettel se crashe dans le mur en sortie du virage no 11, détruisant l'avant de son AMR22 qui doit être réparée le plus rapidement possible pour qu'il puisse participer aux qualifications ; le drapeau rouge est brandi pour une interruption de plus de dix minutes. Son coéquipier Lance Stroll est, lui aussi, victime d'un accident quasiment au même endroit alors que la séance se termine[20].

## Séance de qualifications

### Résultats des qualifications
| Pos.                                                                                      | Pilote           | Écurie                | Qualifications 1 | Qualifications 2 | Qualifications 3 |
| ----------------------------------------------------------------------------------------- | ---------------- | --------------------- | ---------------- | ---------------- | ---------------- |
| 1                                                                                         | Charles Leclerc  | Ferrari               | 1 min 18 s 881   | 1 min 18 s 606   | 1 min 17 s 868   |
| 2                                                                                         | Max Verstappen   | Red Bull              | 1 min 18 s 580   | 1 min 18 s 611   | 1 min 18 s 154   |
| 3                                                                                         | Sergio Pérez     | Red Bull              | 1 min 18 s 834   | 1 min 18 s 340   | 1 min 18 s 240   |
| 4                                                                                         | Lando Norris     | McLaren-Mercedes      | 1 min 19 s 280   | 1 min 19 s 066   | 1 min 18 s 703   |
| 5                                                                                         | Lewis Hamilton   | Mercedes              | 1 min 19 s 401   | 1 min 19 s 106   | 1 min 18 s 825   |
| 6                                                                                         | George Russell   | Mercedes              | 1 min 19 s 405   | 1 min 19 s 076   | 1 min 18 s 933   |
| 7                                                                                         | Daniel Ricciardo | McLaren-Mercedes      | 1 min 19 s 665   | 1 min 19 s 130   | 1 min 19 s 032   |
| 8                                                                                         | Esteban Ocon     | Alpine-Renault        | 1 min 19 s 605   | 1 min 19 s 136   | 1 min 19 s 061   |
| 9                                                                                         | Carlos Sainz Jr. | Ferrari               | 1 min 18 s 983   | 1 min 18 s 469   | 1 min 19 s 408   |
| 10                                                                                        | Fernando Alonso  | Alpine-Renault        | 1 min 19 s 192   | 1 min 18 s 815   | Pas de temps     |
| 11                                                                                        | Pierre Gasly     | AlphaTauri-Red Bull   | 1 min 19 s 580   | 1 min 19 s 226   |                  |
| 12                                                                                        | Valtteri Bottas  | Alfa Romeo-Ferrari    | 1 min 19 s 251   | 1 min 19 s 410   |                  |
| 13                                                                                        | Yuki Tsunoda     | AlphaTauri-Red Bull   | 1 min 19 s 742   | 1 min 19 s 424   |                  |
| 14                                                                                        | Zhou Guanyu      | Alfa Romeo-Ferrari    | 1 min 19 s 910   | 1 min 20 s 155   |                  |
| 15                                                                                        | Mick Schumacher  | Haas-Ferrari          | 1 min 20 s 104   | 1 min 20 s 465   |                  |
| 16                                                                                        | Kevin Magnussen  | Haas-Ferrari          | 1 min 20 s 254   |                  |                  |
| 17                                                                                        | Sebastian Vettel | Aston Martin-Mercedes | 1 min 21 s 149   |                  |                  |
| 18                                                                                        | Nicholas Latifi  | Williams-Mercedes     | 1 min 21 s 372   |                  |                  |
| Temps minimal à réaliser pour la qualification : 1 min 23 s 318 (107 % de 1 min 18 s 580) |                  |                       |                  |                  |                  |
| Nq.                                                                                       | Lance Stroll     | Aston Martin-Mercedes | Pas de temps     |                  |                  |
| Dsq.                                                                                      | Alexander Albon  | Williams-Mercedes     | 1 min 20 s 135   |                  |                  |

### Grille de départ
- Alexander Albon, auteur du seizième temps, est pénalisé d'un recul de trois places sur la grille à la suite de son accrochage avec Lance Stroll en fin de Grand Prix d'Arabie saoudite[22]. Son écurie n'étant pas en mesure de délivrer un échantillon d'essence suffisant aux officiels de la FIA, il est ensuite disqualifié mais autorisé à prendre part à la course en s'élançant de la dernière place sur la grille[23] ;
- Lance Stroll n'a pas effectué de tour chronométré en qualifications à cause d'une collision avec Nicholas Latifi ; il est repêché par les commissaires et autorisé à prendre le départ depuis le fond de la grille ; il s'élance de la dix-neuvième place à la suite de la disqualification d'Albon[24].

## Course

### Classement de la course
| Pos. | no | Pilote           | Écurie                | Tours | Temps/Abandon                           | Grille | Points |
| ---- | -- | ---------------- | --------------------- | ----- | --------------------------------------- | ------ | ------ |
| 1    | 16 | Charles Leclerc  | Ferrari               | 58    | 1 h 27 min 46 s 548 (209,254 km/h)      | 1      | 25 + 1 |
| 2    | 11 | Sergio Pérez     | Red Bull              | 58    | + 20 s 524                              | 3      | 18     |
| 3    | 63 | George Russell   | Mercedes              | 58    | + 25 s 593                              | 6      | 15     |
| 4    | 44 | Lewis Hamilton   | Mercedes              | 58    | + 28 s 543                              | 5      | 12     |
| 5    | 4  | Lando Norris     | McLaren-Mercedes      | 58    | + 53 s 303                              | 4      | 10     |
| 6    | 3  | Daniel Ricciardo | McLaren-Mercedes      | 58    | + 53 s 737                              | 7      | 8      |
| 7    | 31 | Esteban Ocon     | Alpine-Renault        | 58    | + 1 min 01 s 683                        | 8      | 6      |
| 8    | 77 | Valtteri Bottas  | Alfa Romeo-Ferrari    | 58    | + 1 min 08 s 439                        | 12     | 4      |
| 9    | 10 | Pierre Gasly     | AlphaTauri-Red Bull   | 58    | + 1 min 16 s 221                        | 11     | 2      |
| 10   | 23 | Alexander Albon  | Williams-Mercedes     | 58    | + 1 min 19 s 382                        | 20     | 1      |
| 11   | 24 | Zhou Guanyu      | Alfa Romeo-Ferrari    | 58    | + 1 min 21 s 695                        | 14     |        |
| 12   | 18 | Lance Stroll     | Aston Martin-Mercedes | 58    | + 1 min 28 s 598 (dont 5 s de pénalité) | 19     |        |
| 13   | 47 | Mick Schumacher  | Haas-Ferrari          | 57    | + 1 tour                                | 15     |        |
| 14   | 20 | Kevin Magnussen  | Haas-Ferrari          | 57    | + 1 tour                                | 16     |        |
| 15   | 22 | Yuki Tsunoda     | AlphaTauri-Red Bull   | 57    | + 1 tour                                | 13     |        |
| 16   | 6  | Nicholas Latifi  | Williams-Mercedes     | 57    | + 1 tour                                | 18     |        |
| 17   | 14 | Fernando Alonso  | Alpine-Renault        | 57    | + 1 tour                                | 10     |        |
| Abd. | 1  | Max Verstappen   | Red Bull              | 38    | Fuite d'essence                         | 2      |        |
| Abd. | 5  | Sebastian Vettel | Aston Martin-Mercedes | 22    | Accident                                | 17     |        |
| Abd. | 55 | Carlos Sainz Jr. | Ferrari               | 1     | Sortie de piste                         | 9      |        |

- Lance Stroll écope d'une pénalité de 5 secondes pour avoir zigzagué devant des adversaires en ligne droite[25].

### Pole position et record du tour
- Pole position :  Charles Leclerc (Ferrari) en 1 min 17 s 868 (244,013 km/h)[26].
- Meilleur tour en course :  Charles Leclerc (Ferrari) en 1 min 20 s 260 (236,741 km/h) au cinquante-huitième et dernier tour ; vainqueur de la course, il remporte le point bonus associé au meilleur tour en course[27].

### Tours en tête
- Charles Leclerc (Ferrari) : 58 tours (1-58)[28]

## Classements généraux à l'issue de la course
| Pos. | Pilote           | Écurie              | Points |
| ---- | ---------------- | ------------------- | ------ |
| 1    | Charles Leclerc  | Ferrari             | 71     |
| 2    | George Russell   | Mercedes            | 37     |
| 3    | Carlos Sainz Jr. | Ferrari             | 33     |
| 4    | Sergio Pérez     | Red Bull            | 30     |
| 5    | Lewis Hamilton   | Mercedes            | 28     |
| 6    | Max Verstappen   | Red Bull            | 25     |
| 7    | Esteban Ocon     | Alpine-Renault      | 20     |
| 8    | Lando Norris     | McLaren-Mercedes    | 16     |
| 9    | Kevin Magnussen  | Haas-Ferrari        | 12     |
| 10   | Valtteri Bottas  | Alfa Romeo-Ferrari  | 12     |
| 11   | Daniel Ricciardo | McLaren-Mercedes    | 8      |
| 12   | Pierre Gasly     | AlphaTauri-Red Bull | 6      |
| 13   | Yuki Tsunoda     | AlphaTauri-Red Bull | 4      |
| 14   | Fernando Alonso  | Alpine-Renault      | 2      |
| 15   | Alexander Albon  | Williams-Mercedes   | 1      |
| 16   | Zhou Guanyu      | Alfa Romeo-Ferrari  | 1      |

| Pos. | Écurie              | Points |
| ---- | ------------------- | ------ |
| 1    | Ferrari             | 104    |
| 2    | Mercedes            | 65     |
| 3    | Red Bull            | 55     |
| 4    | McLaren-Mercedes    | 24     |
| 5    | Alpine-Renault      | 22     |
| 6    | Alfa Romeo-Ferrari  | 13     |
| 7    | Haas-Ferrari        | 12     |
| 8    | AlphaTauri-Red Bull | 10     |
| 9    | Williams-Mercedes   | 1      |

## Statistiques
Le Grand Prix d'Australie 2022 représente :
- la 11e pole position de Charles Leclerc et sa seconde de la saison, toutes obtenues avec Ferrari[31] ;
- la 4e victoire de Charles Leclerc, sa seconde de la saison en trois courses[32] ;
- le 2e hat trick de Charles Leclerc[33] ;
- le 1er grand chelem de Charles Leclerc[34] ;
- la 240e victoire pour Ferrari en tant que constructeur[35] ;
- la 241e victoire pour Ferrari en tant que motoriste[36] ;
- le 713e podium différent de l'histoire, avec le trio inédit Leclerc-Pérez-Russell[37].

Au cours de ce Grand Prix :
- Charles Leclerc interrompt la série de six pole positions consécutives de Lewis Hamilton à Melbourne, depuis 2014[38] ;
- Valtteri Bottas, qualifié en 12e position, voit s'achever sa série record de 103 accessions en Q3 consécutives débutée en 2017. En termes de qualifications consécutives dans le top 10 (à travers les différents systèmes de qualifications), il se place derrière Alain Prost (109) et Ayrton Senna recordman avec ses 137 qualifications consécutives dans le top 10[39] ;
- Charles Leclerc est élu « Pilote du jour » à l'issue d'un vote organisé sur le site officiel de la Formule 1[40] ;
- Charles Leclerc est le 26e pilote à réussir un grand chelem. Ce classement est mené par Jim Clark (8) ; parmi les pilotes en activité, Lewis Hamilton en totalise 6, Sebastian Vettel 4, Fernando Alonso et Max Verstappen 1[41] ;
- sur trois jours, l'Albert Park a réuni 419 000 spectateurs, ce qui constitue un record pour un événement sportif en Australie[42] ;
- Enrique Bernoldi (28 Grands Prix disputés entre 2001 et 2002 avec Arrows) est nommé conseiller par la FIA pour aider dans leurs jugements le groupe des commissaires de course[43].